# Traje negro y dorado de Juan Gabriel
El traje negro y dorado que lució el cantante mexicano Juan Gabriel durante su concierto en el Palacio de Bellas Artes en 1990 es una de sus prendas más icónicas y representativas.
El conjunto, utilizado por el cantante el 20 de diciembre de 1990, se compone de pantalón, camisa y chaqueta torera, en color negro, con bordados, lentejuelas y borlas doradas, con clara inspiración de los trajes de luces y del estilo new romantic. Fue diseñado por el modisto Gilberto Granillo.
En julio de 2024, el conjunto fue parte de la inspiración para el Doodle de Google dedicado al cantante, creación del ilustrador Humberto Irigoyen. En agosto del mismo año, la compañía Mattel puso a la venta una muñeca Barbie vestida una chaqueta bolero negra y dorada y un traje con detalles dorados, inspirada en el atuendo de Juan Gabriel; la muñeca es parte de la colección Barbie Signature Music.